# Zsófi Kemény

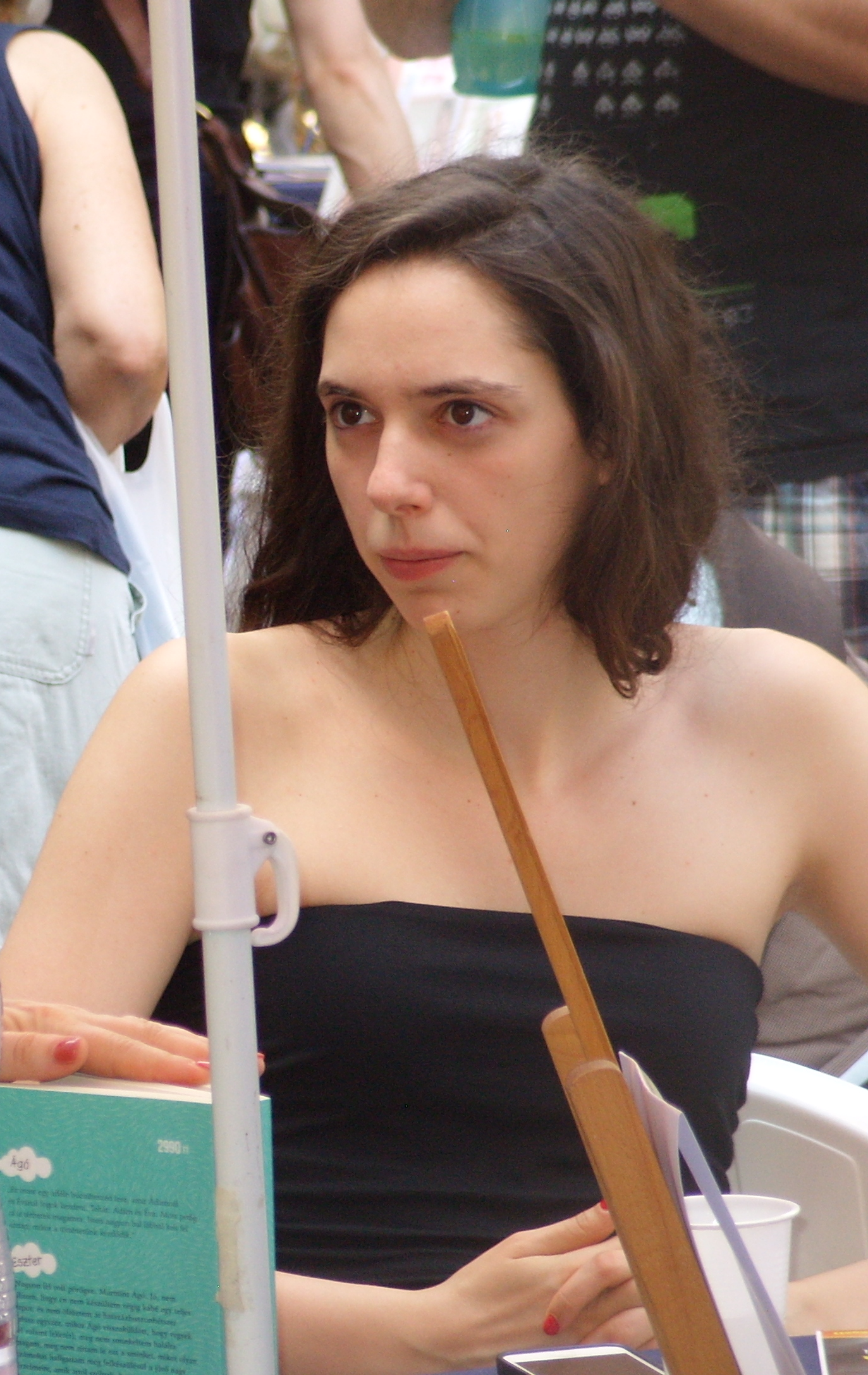
Zsófi Kemény

Zsófi Kemény (geboren im November 1994 in Budapest) ist eine ungarische Lyrikerin und Bürgerrechtlerin.

## Leben
Kemény lebt in ihrer Geburtsstadt.

## Wirken
Kemény setzte sich 2018 lautstark gegen das sogenannte Sklavengesetz der Regierung Viktor Orbán ein.

## Veröffentlichungen (Auswahl)
- Nyílt láng használata (2015)
- Én még sosem, Tilos az Á Könyvek (2014, 2015)
- Rabok tovább (2017)